# 11516 Артурпейдж
11516 Артурпейдж (11516 Arthurpage) — астероїд головного поясу, відкритий 6 березня 1991 року.
Тіссеранів параметр щодо Юпітера — 3,581.